# Новотемірський
Новотемірський (рос. Новотемирский) — селище у Чесменському районі Челябінської області Російської Федерації.
Входить до складу муніципального утворення Березинське сільське поселення. Населення становить 185 осіб (2010). Населений пункт розташований на території українського культурного та етнічного краю Сірий Клин.

## Історія
Від 18 січня 1935 року належить до Чесменського району Челябінської області.
Згідно із законом від 12 листопада 2004 року органом місцевого самоврядування є Березинське сільське поселення .

## Населення
| 2002 | 2010 |
| ---- | ---- |
| 204  | ↘185 |